# Chicho Sánchez Ferlosio
José Antonio Julio Onésimo Sánchez Ferlosio (Madrid, 8 d'abril de 1940 - 1 de juliol de 2003), més conegut com a Chicho Sánchez Ferlosio, fou un cantautor espanyol, autor de nombroses cançons que sovint no arribà a editar ell mateix, que sí que ho van fer altres intèrprets com Rolando Alarcón, Joan Baez, Soledad Bravo, Víctor Jara o Quilapayún. Algunes d'aquestes cançons han passat a formar part de la tradició popular, com Gallo rojo, gallo negro, La hierba de los caminos, La Quinta Brigada o A la huelga.
Era fill de l'escriptor i membre fundador de Falange Española Rafael Sánchez Mazas, germà de l'escriptor Rafael Sánchez Ferlosio i del matemàtic i filòsof Miguel Sánchez-Mazas Ferlosio, així com oncle del periodista Máximo Pradera.

## Biografia
Chicho Sánchez Ferlosio va néixer a Madrid el 8 d'abril de 1940, fill de l'escriptor falangista Rafael Sánchez Mazas i de la italiana Liliana Ferlosio, i fou el germà petit de Miguel (1925) i Rafael (1927). Chicho va rebre una educació acurada i va prendre aviat un camí oposat al del seu pare, integrant-se en l'oposició al règim de Franco i aplicant el seu talent poètic a la composició de cançons antifranquistes. Va començar a estudiar Ciències Econòmiques, Dret i Filosofia i Lletres, carreres que no va arribar a acabar. En 1961 publica el que seria el seu únic llibre en vida, Narraciones italianas, amb dinou narracions recollides de la tradició italiana.
En 1964 grava algunes de les seves cançons en un magnetòfon casolà i l'escriptor Alfonso Grosso porta el casset a Estocolm (Suècia) on es publiquen en l'elapé Spanska motståndssånger ("Cançons de la resistència espanyola"). El nom de Ferlosio hi és "silenciat per raons de seguretat" i aquest anonimat porta a la creença popular que els temes eren originaris de l'època de la Guerra. Un d'ells, Gallo rojo, gallo negro, es va convertir en un himne de la lluita contra la dictadura. Alguna cosa similar va ocórrer amb La paloma de la paz.
Chicho esdevingué un mite i un amic fidel per als cantautors que van començar a treballar a la fi dels anys 70, es prestava a col·laborar amb qui l'hi ho demanés. Va actuar sovint amb Jesús Munárriz, cantautor abans que poeta i editor, i va convèncer Javier Krahe perquè s'estrenés als escenaris madrilenys. Joaquín Sabina va fer famosa una de les seves cançons, Círculos viciosos, per la qual Ferlosio va demandar el 1981 a les cases discogràfiques CBS i April Music, vinculades entre si, per falsificació de copyright, en aparèixer atribuïda a Sabina en el seu disc Malas compañías (1980). Ja en els 90 col·labora com a lletrista amb Alberto Pérez als dos discos que aquest va dedicar a la música de ball, Sobre la pista (1990) i Tiempos de baile (1999).
En 1978 edita A contratiempos (reeditat en CD en 2007), elapé que reprodueix fidelment les seves actuacions en directe, amb instrumentació austera però amb un gran talent melòdic, i que va incloure algunes de les seves cançons més conegudes, com La paloma de la paz i Gallo rojo, gallo negro.
Amb la seva companya Rosa Jiménez, amb la qual durant molts anys va actuar habitualment pels locals nocturns madrilenys interpretant cançons i poemes, va ser protagonista el 1981 d'una pel·lícula documental de Fernando Trueba titulada Mientras el cuerpo aguante, gravada a la seva casa de Sóller (Mallorca), on presenta Ferlosio actuant i xerrant sense descans fins a caure rendit i queda impresa la filosofia de vida de la parella. En el documental, on també hi participa Isabel Escudero, Chicho interpreta els seus temes "La paloma de la paz", "El canto Arval" i "Afró Tambú", d'A contratiempos, i altres dues composicions inèdites pròpies, "Hay un fuego en Asturias" i "Coplas retrógradas", així com "Zumba que zumba", cançó popular veneçolana popularitzada per Soledad Bravo i "Maremma", tema popular italià.
Durant els anys de la democràcia, va seguir component cançons satíriques i de protesta i col·laborant en premsa (El Mundo), tractant temes com la corrupció del PSOE, la guerra bruta, la guerra d'Iraq o l'acomiadament improcedent que van sofrir els treballadors de Sintel.
El 1999 va col·laborar amb Albert Boadella i Jean Louis Comolli a Buenaventura Durruti, anarquista, un documental que segueix al grup Els Joglars durant els assajos d'una obra dedicada al mític revolucionari àcrata Buenaventura Durruti. Entre assaig i assaig, Ferlosio apareix com a joglar de carrer interpretant cançons que glossen diferents moments de la lluita de Durruti i els seus companys. Compostes per a la pel·lícula, semblen peces d'època en la tradició dels millors romanços de cec. S'evoquen moments revolucionaris dramàtics, com la comuna de Fígols, l'aixecament d'Astúries i les vagues a Barcelona. Aquest Romancero de Durruti mai es va editar en format comercial.
En 2003 va col·laborar en la versió cinematogràfica de la novel·la de Javier Cercas Soldados de Salamina, dirigida per David Trueba, on s'interpreta a si mateix i apareix parlant amb la protagonista sobre l'obra poètica del seu pare. L'1 de juliol d'aquest mateix any va morir a Madrid.
Després de la seva mort, el seu amic el cantautor Amancio Prada li va rendir tribut amb el seu disc Hasta otro día, Chicho Sánchez Ferlosio (2005), que recull diverses composicions de Chicho i altres que no ho eren però per les que sentia gran estima. El disc pretén donar a conèixer al públic cançons de primera fila que mai van ser gravades o que actualment no es troben. Prada recorda en el llibret del disc que moltes de les cançons de Chicho es consideren populars i reconeix aquest fet com la màxima condició a la qual pot aspirar un compositor.
Al disc d'homenatge li va seguir la publicació, a la tardor del 2008, del llibre pòstum Canciones, poemas y otros textos (Hiperión), compilat per Rosa Jiménez, Lisi F. Prada i Francisco Cumpián. El llibre inclou el següent anunci: «El gener de 2009 es posarà a la venda un àlbum, publicat per Sello Autor, amb un CD que conté el concert de Chicho i Rosa Jiménez gravat al Círcule de Bellas Artes madrileny el 1997, i un DVD amb els enregistraments de Música en Directe de Chicho i Rosa amb Amancio Prada al mateix Círculo, i a la seu de la SGAE, en 1998.»

## Ideologia
La seva militància en política es va desenvolupar com un procés de progressiva llunyania de les tendències més estalinistes i ortodoxes de l'esquerra espanyola, fins a aproximar-se a l'anarquisme després de la mort de Franco. Primer va militar en el PCE, partit del que es va desvincular -segons descriu a Mientras el Cuerpo Aguante- després d'un viatge a República Popular d'Albània, país en el qual diu que va observar les nefastes repercussions que causava una direcció autoritària i burocràtica de l'Estat, sumat això a una actitud d'hipocresia per part dels militants comunistes espanyols. Després de passar pel Frente de Liberación Popular va passar al PCE (m-l), partit de tendència leninista-maoista; després a un grup d'inspiració trotskista, per finalment encarnar una actitud política propera a la del seu amic Agustín García Calvo, poeta espanyol que sent reconegut com a àcrata prefereix no definir-s'hi. També va donar suport i va col·laborar amb la COPEL.
Per a Chicho, "les idees són per als homes, i no els homes per a les idees".
Igual que el seu amic el filòsof Agustín García Calvo, de qui va musicar amb encert molts poemes, va optar per romandre al marge de la cultura oficial, actuant allà on se'ls cridés o els vingués de gust, però sense mostrar el menor interès per la promoció comercial.
A més del musical, la seva obra abasta múltiples camps: va escriure poemes i un llibre de relats i va realitzar acompanyaments musicals per a uns altres interpretis. També va publicar articles en diversos periòdics, com El País, Diario 16, El Mundo i Abc. A més, es va endinsar en el terreny de la lingüística i va inventar nombrosos jocs i trencaclosques. També va treballar com a corrector en premsa.

## Discografia
Ferlosio fou un compositor prolífic però només va gravar una mímima part del seu repertori. La seva discografia oficial inclou un únic elapé A contratiempo. Tanmateix, molts artistes han versionat els seus temes, com Joaquín Sabina, Amancio Prada, Quilapayún i Soledad Bravo.
La seva discografia no oficial, que consta de quatre discs gravats i dos extrets de pel·lícules documentals on hi va participar, es pot trobar en format mp3 en la web. Consta dels discs:
- Spanska motståndssånger ("Cançons de la resistència espanyola"). Gravades en la clandestinitat, Madrid, durant els anys 1963-64.
- A Contratiempo. 1978 (Dial Discos S.A., ND 5.016), gravat en novembre i desembre de 1977.
- Mientras el cuerpo aguante. De la pel·lícula del mateix nom, el 1982, dirigida per Fernando Trueba.
- Coplas Retrógradas. Single. Del 1982, gravat per Chicho Sánchez Ferlosio i Rosa Jiménez.
- Romancero de Durruti. De la pel·lícula Durruti, anarquista, de 1999 dirigida per Albert Boadella i Jean Louis Comolli.
- Hasta otro día, Chicho Sánchez Ferlosio. 2005, pòstum. Gravat i editat per Amancio Prada.

### Homenatges
- Hasta otro día, Chicho Sánchez Ferlosio (2005), d'Amancio Prada.
- Milonga del moro judío, cançó composta per Jorge Drexler i inclosa al seu disc Eco (2004). Drexler va prendre com a tornada una quarteta de Sánchez Ferlosio, que glossà en décimes successives: Yo soy un moro judío / que vive con los cristianos, / no sé qué Dios es el mío / ni cuáles son mis hermanos.

## Narrativa
- Narraciones italianas (1961, Editorial Aguilar). És l'únic llibre editat en vida per l'autor. Té 87 pàgines amb 19 narracions recollides de la tradició italiana. El llibre està descatalogat i és difícil de trobar.
- Canciones, poemas y otros textos (2008, Hiperión). Llibre pòstum compilat per Rosa Jiménez, Lisi F. Prada i Francisco Cumpián.